# Macropanesthia rhinoceros
La blatta rinoceronte (Macropanesthia rhinoceros Saussure, 1895), anche noto come scarafaggio scavatore gigante, scarafaggio gigante del Queensland o insetto spazzino, è una specie di scarafaggio di grandi dimensioni originario dell'Australia, il cui areale comprende, principalmente, le zone tropicali del Queensland.

## Descrizione
Rappresenta la specie di scarafaggio più pesante al mondo e può pesare fino a 35 grammi e misurare fino a 8 centimetri di lunghezza. I maschi e le femmine adulte possono essere differenziati per le dimensioni della "paletta" sul pronoto, che copre la testa, che nel maschio è molto più pronunciato. Questi animali fanno la muta circa 12-13 volte prima di raggiungere le loro dimensioni massime. Durante la muta, l'animale apparirà bianco puro ad eccezione degli occhi.

## Biologia
Contrariamente alla maggior parte degli insetti che depongono le uova, la blatta rinoceronte è ovovivipara, ossia partorisce i propri piccoli. Ogni covata può contare fino a 30 ninfe (giovani). La madre protegge la prole nella sua tana sotterranea, fornendo loro nutrimento, come foglie decomposte che raccoglie durante la notte. Queste blatte possono vivere fino a 10 anni. A differenza di altri scarafaggi, non hanno ali e non sono considerati parassiti. Al contrario, la blatta rinoceronte svolge un ruolo vitale nell'ecosistema consumando foglie morte, in particolare le foglie d'eucalipto e riciclando altri materiali. Questi insetti sono ottimi scavatori, e possono scavare nel terreno fino ad una profondità di circa 1 metro, dove creano tane permanenti.

## Relazioni con l'uomo
Questo scarafaggio è molto popolare a Brisbane ed è spesso venduto come animale domestico.